# Blepharis dhofarensis
Blepharis dhofarensis är en akantusväxtart som beskrevs av A.G. Miller. Blepharis dhofarensis ingår i släktet Blepharis och familjen akantusväxter. Inga underarter finns listade i Catalogue of Life.